# Konopnica (Powiat Wieluński)
Konopnica (deutsch Konopnica, 1943–1945 Hanfhütte) ist ein Dorf im Powiat Wieluński der Woiwodschaft Łódź in Polen. Es ist Sitz der gleichnamigen Landgemeinde mit 3759 Einwohnern (Stand 31. Dezember 2020).

## Geographie
Konopnica liegt 23 km nordöstlich von Wieluń und 63 km südwestlich von Łódź an der Warthe.

## Geschichte
Konopnica wurde 1331 zum ersten Mal urkundlich erwähnt. 1642 wurde der Bau einer Pfarrkirche und des Klosters Paulinów abgeschlossen. Das Kloster wurde später abgerissen, nur die Kirche blieb bestehen.
Von 1975 bis 1998 gehörte Konopnica zur Woiwodschaft Sieradz.

## Gemeinde
Zur Landgemeinde (gmina wiejska) Konopnica gehören das Dorf selbst und 11 weitere Dörfer mit Schulzenämtern. Die Gemeinde hat eine Flächenausdehnung von 83 km².

### Bildung
Die Gemeinde verfügt über drei Grundschulen  (szkoła podstawowa) und eine Mittelschule (gimnazjum).